# Bruce Willis
Walter Bruce Willis (n. 19 martie 1955, Idar-Oberstein, RFG), cunoscut mai mult ca Bruce Willis,  este un actor, producător și cântăreț american retras din activitate. Cariera sa a început pe scena Off-Broadway, ulterior continuând în televiziune și film, jucând în comedii, drame și filme de acțiune. Bruce Willis este cunoscut cel mai mult pentru rolul lui John McClane în seria Die Hard. De asemenea el a mai apărut în peste 60 de filme, printre care hiturile box office, Pulp Fiction (1994), 12 Monkeys (1995), The Fifth Element (1997), Armageddon (1998), The Sixth Sense (1999), Unbreakable (2000) și Sin City (2005).
Filmele cu Willis au încasat între 2,64 și 3,05 miliarde $ la box office-uri în America de Nord, făcându-l al 9-lea actor în rol principal după veniturile aduse, și al 12-lea incluzând și rolurile secundare. Bruce Willis este dublu câștigător al premiului Emmy, laureat al premiului Globul de Aur și de patru ori nominalizat la Premiul Saturn. Willis a fost căsătorit cu actrița Demi Moore, cei doi având împreună trei fiice până a nu divorța în anul 2000, după un mariaj de 13 ani. Din 2009, Bruce Willis este căsătorit cu fotomodelul Emma Heming, cu care are două fiice.
În martie 2022, familia lui Bruce Willis a anunțat că actorul în vârstă de 67 de ani renunță la actorie, după ce a fost diagnosticat cu afazie.

## Filmografie

### Film
| An   | Titlu                                               | Rol                                    | Note                                          | Ref.   |
| ---- | --------------------------------------------------- | -------------------------------------- | --------------------------------------------- | ------ |
| 1980 | Primul păcat mortal (The First Deadly Sin)          | Om care intră în restaurant            |                                               |        |
| 1982 | Verdictul (The Verdict)                             | Observator la tribunal                 |                                               |        |
| 1987 | Întâlnire cu surprize (Blind Date)                  | Walter Davis                           |                                               |        |
| 1988 | Amurg (Sunset)                                      | Tom Mix                                | Și co-producător executiv                     |        |
| 1988 | Greu de ucis (Die Hard)                             | John McClane                           |                                               |        |
| 1989 | Jurnal de război (In Country)                       | Emmett Smith                           |                                               |        |
| 1989 | Uite cine vorbește (Look Who's Talking)             | Mikey (voce)                           |                                               |        |
| 1989 | That's Adequate                                     | Rolul său                              | Documentar fictiv                             |        |
| 1990 | Greu de ucis 2 (Die Hard 2)                         | John McClane                           |                                               |        |
| 1990 | Uite cine cu cine vorbește (Look Who's Talking Too) | Mikey (voce)                           |                                               |        |
| 1990 | The Bonfire of the Vanities                         | Peter Fallow                           |                                               |        |
| 1991 | Mortal Thoughts                                     | James Urbanski                         |                                               |        |
| 1991 | Hudson Hawk                                         | Eddie "Hudson Hawk" Hawkins            | Și scenarist                                  |        |
| 1991 | Billy Bathgate                                      | Bo Weinberg                            |                                               |        |
| 1991 | The Last Boy Scout                                  | Joseph Cornelius "Joe" Hallenbeck      |                                               |        |
| 1992 | The Player                                          | Rolul său                              | Cameo                                         |        |
| 1992 | Death Becomes Her                                   | Dr. Ernest Menville                    |                                               |        |
| 1993 | Loaded Weapon 1                                     | John McClane                           | nemenționat, cameo                            |        |
| 1993 | Striking Distance                                   | Tom "Tommy" Hardy                      |                                               |        |
| 1994 | Color of Night                                      | Dr. Bill Capa                          |                                               |        |
| 1994 | North                                               | Narrator                               |                                               |        |
| 1994 | Pulp Fiction                                        | Butch Coolidge                         |                                               |        |
| 1994 | Nobody's Fool                                       | Carl Roebuck                           |                                               |        |
| 1995 | Die Hard with a Vengeance                           | John McClane                           |                                               |        |
| 1995 | Patru camere (Four Rooms)                           | Leo                                    | nemenționat Segmentul: The Man from Hollywood |        |
| 1995 | Armata celor 12 maimuțe (12 Monkeys)                | James Cole                             |                                               |        |
| 1996 | Supraviețuitorul (Last Man Standing)                | John Smith                             |                                               |        |
| 1996 | Beavis and Butt-Head Do America                     | Muddy Grimes (voice)                   |                                               |        |
| 1997 | The Fifth Element                                   | Korben Dallas                          |                                               |        |
| 1997 | The Jackal                                          | The Jackal                             |                                               |        |
| 1998 | Mercury Rising                                      | Art Jeffries                           |                                               |        |
| 1998 | Armageddon                                          | Harry S. Stamper                       |                                               |        |
| 1998 | Franky Goes to Hollywood                            | Rolul său                              | Scurtmetraj                                   |        |
| 1998 | The Siege                                           | Major General William Devereaux        |                                               |        |
| 1999 | Breakfast of Champions                              | Dwayne Hoover                          |                                               |        |
| 1999 | The Sixth Sense                                     | Dr. Malcolm Crowe                      |                                               |        |
| 1999 | The Story of Us                                     | Ben Jordan                             |                                               |        |
| 2000 | The Whole Nine Yards                                | James Stefan "Jimmy the Tulip" Tudeski |                                               |        |
| 2000 | Disney's The Kid                                    | Russell Morley "Russ" Duritz           |                                               |        |
| 2000 | Unbreakable                                         | David Dunn                             |                                               |        |
| 2001 | Bandits                                             | Joe Blake                              |                                               |        |
| 2002 | Hart's War                                          | Col. William A. McNamara               |                                               |        |
| 2002 | The Crocodile Hunter: Collision Course              | N/A                                    | Producător executiv                           |        |
| 2002 | Grand Champion                                      | Mr. Blandford                          |                                               |        |
| 2003 | Tears of the Sun                                    | Lt. A. K. Waters                       |                                               |        |
| 2003 | Rugrats Go Wild                                     | Spike (voice)                          |                                               | [ 21 ] |
| 2003 | Charlie's Angels: Full Throttle                     | William Rose Bailey                    | nemenționat                                   | [ 22 ] |
| 2004 | The Whole Ten Yards                                 | James Stefan "Jimmy the Tulip" Tudeski |                                               |        |
| 2004 | Ocean's Twelve                                      | Rolul său                              | Cameo                                         |        |
| 2005 | Hostage                                             | Jeff Talley                            | Și producător                                 |        |
| 2005 | Sin City                                            | John Hartigan                          | Segment: That Yellow Bastard                  |        |
| 2006 | Alpha Dog                                           | Sonny Truelove                         |                                               |        |
| 2006 | 16 Blocks                                           | Jack Mosley                            |                                               |        |
| 2006 | Fast Food Nation                                    | Harry Rydell                           |                                               |        |
| 2006 | Lucky Number Slevin                                 | Mr. Goodkat                            |                                               |        |
| 2006 | The Hip Hop Project                                 | Rolul său                              | Documentar Și producător executiv             |        |
| 2006 | Over the Hedge                                      | RJ (voce)                              |                                               | [ 23 ] |
| 2006 | Hammy's Boomerang Adventure                         | RJ (voce)                              | Scurtmetraj                                   |        |
| 2006 | The Astronaut Farmer                                | Colonelul Doug Masterson               | nemenționat                                   | [ 24 ] |
| 2007 | Perfect Stranger                                    | Harrison Hill                          |                                               |        |
| 2007 | Grindhouse: Planet Terror                           | Lt. Muldoon                            |                                               |        |
| 2007 | Nancy Drew                                          | Rolul său                              | nemenționat, cameo                            | [ 25 ] |
| 2007 | Live Free or Die Hard                               | John McClane                           |                                               |        |
| 2008 | What Just Happened                                  | Rolul său                              |                                               |        |
| 2008 | Assassination of a High School President            | Principal Kirkpatrick                  |                                               |        |
| 2009 | Surrogates                                          | Agent Tom Greer                        |                                               |        |
| 2010 | Cop Out                                             | Jimmy Monroe                           |                                               |        |
| 2010 | The Expendables                                     | Mr. Church                             | nemenționat, cameo                            |        |
| 2010 | Red                                                 | Francis "Frank" Moses                  |                                               |        |
| 2011 | Setup                                               | Jack Biggs                             | Direct pe DVD                                 |        |
| 2011 | Catch .44                                           | Mel                                    | Direct pe DVD                                 |        |
| 2011 | The Black Mamba                                     | Mr. Suave                              | Scurtmetraj                                   |        |
| 2012 | Moonrise Kingdom                                    | Căpitanul Duffy Sharp                  |                                               |        |
| 2012 | Lay the Favorite                                    | Dink Heimowitz                         |                                               |        |
| 2012 | The Expendables 2                                   | Mr. Church                             |                                               |        |
| 2012 | The Cold Light of Day                               | Martin                                 |                                               |        |
| 2012 | Looper                                              | Older Joe                              |                                               |        |
| 2012 | Fire with Fire                                      | Mike Cella                             | Direct-to-DVD                                 |        |
| 2013 | A Good Day to Die Hard                              | John McClane                           | Și producător executiv                        |        |
| 2013 | G.I. Joe: Retaliation                               | Joseph Colton / G.I. Joe               |                                               |        |
| 2013 | Red 2                                               | Francis "Frank" Moses                  |                                               |        |
| 2014 | Sin City: A Dame to Kill For                        | John Hartigan                          |                                               |        |
| 2014 | The Prince                                          | Omar                                   | Direct-to-DVD                                 |        |
| 2015 | Vice                                                | Julian Michaels                        | Direct-to-DVD                                 |        |
| 2015 | Rock the Kasbah                                     | Bombay Brian                           |                                               | [ 26 ] |
| 2015 | Extraction                                          | Leonard Turner                         | Direct-to-VOD                                 |        |
| 2016 | Precious Cargo                                      | Eddie Filosa                           | Direct-to-VOD                                 |        |
| 2016 | Marauders                                           | Jeffrey Hubert                         | Direct-to-VOD                                 |        |
| 2016 | Split                                               | David Dunn                             | nemenționat, cameo                            |        |
| 2017 | Once Upon a Time in Venice                          | Steve Ford                             | Direct-to-VOD                                 |        |
| 2017 | First Kill                                          | Police Chief Marvin Howell             | Direct-to-VOD                                 |        |
| 2018 | Acts of Violence                                    | Detective James Avery                  | Direct-to-VOD                                 |        |
| 2018 | Death Wish                                          | Paul Kersey                            |                                               |        |
| 2018 | Air Strike                                          | Jack                                   | Direct-to-DVD                                 | [ 27 ] |
| 2018 | Reprisal                                            | James                                  | Direct-to-DVD                                 |        |
| 2019 | Glass                                               | David Dunn / The Overseer              |                                               | [ 28 ] |
| 2019 | The Lego Movie 2: The Second Part                   | Rolul său (voce)                       | Cameo                                         | [ 29 ] |
| 2019 | Motherless Brooklyn                                 | Frank Minna                            |                                               |        |
| 2019 | 10 Minutes Gone                                     | Rex                                    | Direct-to-VOD                                 |        |
| 2019 | Trauma Center                                       | Lt. Steve Wakes                        | Direct-to-VOD                                 |        |
| 2020 | Survive the Night                                   | Frank Clark                            | Direct-to-VOD                                 |        |
| 2020 | Hard Kill                                           | Donovan Chalmers                       | Direct-to-VOD                                 |        |
| 2020 | Breach                                              | Clay Young                             | Direct-to-VOD                                 |        |
| 2021 | Cosmic Sin                                          | James Ford                             | Direct-to-video                               | [ 30 ] |
| 2021 | Out of Death                                        | Jack Harris                            | Direct-to-video                               | [ 31 ] |
| 2021 | Midnight in the Switchgrass                         | Karl Helter                            |                                               | [ 32 ] |
| 2021 | Survive the Game                                    | David Watson                           | Direct-to-video                               | [ 33 ] |
| 2021 | Apex                                                | Thomas Malone                          | Direct-to-video                               | [ 34 ] |
| 2021 | Deadlock                                            | Ron Whitlock                           | Direct-to-video                               | [ 35 ] |
| 2021 | Fortress                                            | Robert Michaels                        | Direct-to-video                               | [ 36 ] |
| 2022 | American Siege                                      | Ben Watts                              | Direct-to-video                               | [ 37 ] |
| 2022 | Gasoline Alley                                      | Detective Freeman                      | Direct-to-video                               | [ 38 ] |
| 2022 | A Day to Die                                        | Alston                                 | Direct-to-video                               | [ 39 ] |
| 2022 | Corrective Measures†                                | Julius Loeb                            | Direct-to-video                               | [ 40 ] |
| 2022 | Fortress: Sniper's Eye†                             | Robert Michaels                        | Direct-to-video                               | [ 41 ] |
| 2022 | Vendetta†                                           | Donnie Fetter                          | Direct-to-video                               | [ 42 ] |
| 2022 | Die Like Lovers†                                    | Va fi anunțat                          | Direct-to-video                               | [ 43 ] |
| 2022 | Wire Room†                                          | Shane Mueller                          | Direct-to-video                               | [ 44 ] |
| 2022 | The Wrong Place†                                    | Frank                                  | Direct-to-video                               | [ 45 ] |
| 2022 | White Elephant†                                     | Arnold                                 | Direct-to-video                               | [ 46 ] |
| 2022 | Paradise City†                                      | Ryan Swan                              | Direct-to-video                               | [ 47 ] |

| † | Indică filme care nu au fost încă lansate |

### Televiziune
| An      | Titlu             | Rol                | Note                         |
| ------- | ----------------- | ------------------ | ---------------------------- |
| 1984    | Miami Vice        | Tony Amato         | Episodul: "No Exit"          |
| 1985    | The Twilight Zone | Peter Jay Novins   | Episodul: "Shatterday"       |
| 1985–89 | Moonlighting      | David Addison Jr.  | 67 episoade                  |
| 1996–97 | Bruno the Kid     | Bruno the Kid      | Voce                         |
| 1997    | Mad About You     | Pacient cu amnezie | Episodul: "The Birth Part 2" |
| 1999    | Ally McBeal       | Dr. Nickle         | Episodul: "Love Unlimited"   |
| 2000    | Friends           | Paul Stevens       | 3 episoade                   |
| 2002    | True West         | Lee                | film TV                      |
| 2005    | That '70s Show    | Vic                | Episodul: "Misfire"          |

### Late Show with David Letterman
| Data      | Costume, Product, or Skit                                                                     |
| --------- | --------------------------------------------------------------------------------------------- |
| Feb 2006  | Coffee (Starbruce)                                                                            |
| Sept 2006 | Robotic Mop (Robo Bruce)                                                                      |
| Sept 2007 | Wind-powered Turbine Helmet, Illegal Fireworks (Ka-Bruce), "Roof Jump" skit                   |
| Nov 2008  | Sarah Palin wig, Turkey Deep Fryer (Fry Hard with a Vengeance)                                |
| May 2009  | Rubber Band Helmet (Bruce Willis' Concussion-Buster), "'Obsessed' Movie Cameo" skit           |
| July 2009 | Top Ten Ways Bruce Willis Is Spending His Summer                                              |
| Sept 2009 | Blanket w/Hairpiece (Bruce Willis' Skanket)                                                   |
| Dec 2009  | "Bruce the Late Show Intern" skit                                                             |
| Feb 2010  | Jets Fan outfit, "Olympic Skier" skit, Underwear (Bruce Willis' Amazing Exploding Underpants) |
| Oct 2010  | Meat Hairpiece                                                                                |

### Producător
| An   | Titlu                                  | Note                  |
| ---- | -------------------------------------- | --------------------- |
| 1988 | Sunset                                 | Coproducător executiv |
| 2002 | The Crocodile Hunter: Collision Course | Producător            |
| 2007 | The Hip Hop Project                    | Producător executiv   |

## Discografie
Albume solo
- 1987: The Return of Bruno (Motown, OCLC 15508727)
- 1989: If It Don't Kill You, It Just Makes You Stronger (Motown/Pgd, OCLC 21322754)
- 2001: Classic Bruce Willis: The Universal Masters Collection (Polygram Int'l, OCLC 71124889)

Compilații/Apariții ca invitat
- 1986: Moonlighting soundtrack; track "Good Lovin'"
- 1991: Hudson Hawk soundtrack; tracks "Swinging on a Star" and "Side by Side", both duets with Danny Aiello
- 2003: Rugrats Go Wild soundtrack; "Big Bad Cat" with Chrissie Hynde and "Lust for Life"
- 2008: North Hollywood Shootout, Blues Traveler; track "Free Willis (Ruminations from Behind Uncle Bob's Machine Shop)"

## Premii câștigate

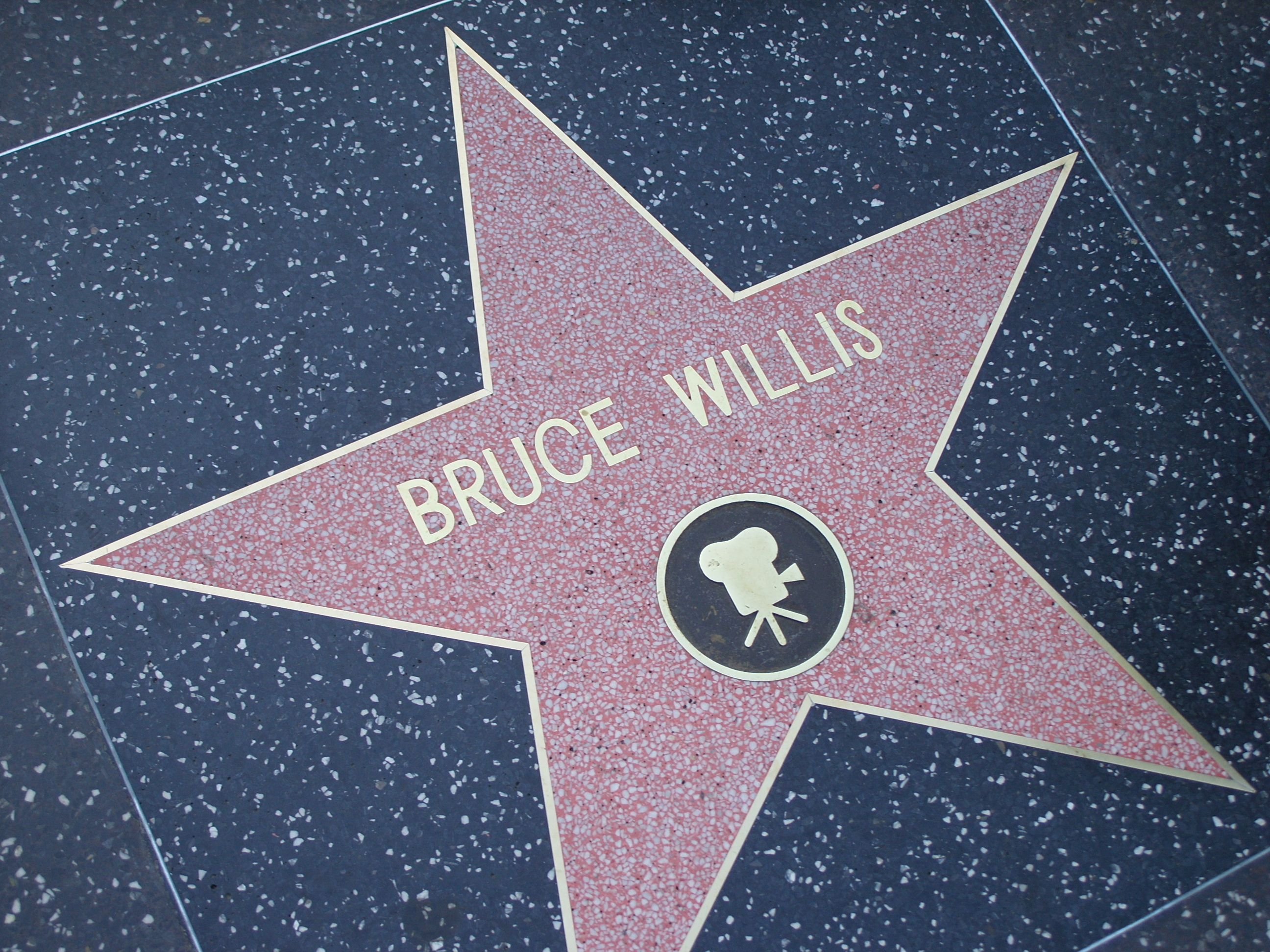
Steaua lui Bruce Willis pe Hollywood Walk of Fame

Willis a obținut o serie de premii datorită interpretărilor din filme și seriale.
- 1987: Premiul Globul de Aur pentru cel mai bun actor de televiziune (comedie/muzical) pentru rolul din serialul Maddie și David.
- 1987: Premiul Emmy pentru cel mai bun actor într-un rol principal într-un serial dramatic, pentru rolul din serialul Maddie și David.
- 1994: Revista Maxim a considerat scena de sex din filmul Color of Night ca fiind scena Nr.1 de sex din istoria filmului.[48]
- 2000: Premiul Emmy pentru cel mai bun actor invitat într-un serial de comedie, pentru rolul din serialul Prietenii tăi.
- 2002: Desemnat purtător de cuvânt la nivel național pentru asociația Children in Foster Care de către președintele SUA George W. Bush;[49]
- 2005: Golden Camera Award pentru cel mai bun actor internațional, la Manaki Brothers Film Festival.[50]
- 2006: A primit Ordre des Arts et des Lettres din partea guvernului francez pentru contribuțiile sale la industria filmului. Prim-ministrul Franței a declarat cu ocazia ceremoniei de la Paris: „Acesta este modul Franței de a aduce un tribut unui actor care reprezintă forța cinema-ului american, puterea emoțiilor pe care ne invită să le împărtășim pe ecranele din întreaga lume și personalitățile încăpățânate ale personajelor sale legendare.”[51]
- 2006: A primit o stea pe  Hollywood Walk of Fame, la data de 16 octombrie. Se află la adresa Hollywood Boulevard 6915 și este a 2.321-a stea acordată de-a lungul timpului. La ceremonia pentru primirea stelei, Willis a declarat: „Obișnuiam să vin aici și să privesc toate aceste stele. Niciodată nu-mi dădeam seama ce trebuia să fac pentru a primi una. A trecut timpul și iată că acum sunt aici. Sunt extrem de încântat. Încă sunt încântat să fiu actor.”[52]
- 2011: Introdus în New Jersey Hall of Fame[53]
- 2013: Promovat la rangul de Commandeur al Ordre des Arts et des Lettres la data de 11 februarie, de către ministrul francez al culturii, Aurélie Filippetti.[54]